# Mimela cyanipes
Mimela cyanipes är en skalbaggsart som beskrevs av Newman 1839. Mimela cyanipes ingår i släktet Mimela och familjen Rutelidae. Inga underarter finns listade i Catalogue of Life.